# 東興隆銀單
東興隆銀單，馬來亞在19世紀末曾經短暫發行的私人貨幣，是馬來亞實業家陸佑以創辦的東興隆名義发行的私人本票，發行地為雪蘭莪吉隆坡。在1890年代起，曾經在馬來亞部分地區流通，主要供陸佑旗下產業人員內部流通使用，流通期有多種說法，目前以僅流通三年為可靠。

## 票面樣式
其本票正中以英文橫書印有「TONG HING LOONG, LOKE YEW」等字樣，中文在英文下方縱書印有「吉隆東興隆第口口號銀單××員正隨時便換」等字，票上的中文日期皆預印光緒年號，西曆日期預印18字樣。:287該私人貨幣目前已知共有4種面額，分別為黑色的5元、綠色的10元、藍色的20元、紅色的25元，皆非常罕見。貨幣用紙大小一致，皆為190毫米長，126毫米高。交英國倫敦華德路父子公司承印。每種金額左側都有存根，供手書記錄編號、日期、發行者姓名。:287-288

## 歷史

### 發行背景
陸佑在1858年離開中國，在新加坡工作4年累積足夠的資本後開設東興隆。該東興隆日後發展成新馬馳名的行號。先是在霹靂的礦業大有斬獲，於是將總部移往吉隆坡，在馬來聯邦內繼續墾荒。1870年至1899年間，當時馬新地區主要由私人銀行發行本票作為貨幣，市面上貨幣供應緊張，部分地區允許大商人和大園主發行私人貨幣供應流通利用，而海峽殖民地政府要到1899年才立法開始發行第一套紙幣。:287:699

### 合法性和動機
關於陸佑發行東興隆銀單的合法性及動機，有說法認為英殖民政府認可他的實力和獎掖他的付出，除頒許大片土地外，後來曾特許公司內部發行私人貨幣。按此類說法，在1890年代時，正在開發彭亨西部地區的陸佑取得要克服吉隆坡東路險峻的雲頂山道的交通工程，正在開闢吉隆坡通往彭亨文冬的道路，因遇上貨幣供應問題，故得以東興隆的名義簽發本票，在其錫礦工人間作貨幣流通。:699
但比較有力的說法是，英殖民政府並未允准陸佑發行銀單，不過1898年時的英殖民政府秘書留下的文件曾提及由於尚未發行鈔票，很難攜帶大量現鈔移動。陸佑當時產業規模大，許多錫礦場在偏遠地區，支付薪資攜帶大量現金過於不便，又怕遇劫，於是自1898年開始私人發行東興隆銀單。1900年時英殖民政府要求陸佑全部回收，交給官方銷毀。陸佑曾分批回收上繳，在誌期1900年4月23日的信函中，上繳14000元的銀單之餘，要求官方展延回收期限。該銀單因此僅流通三年。